# Lykantropi
Lykantropi är den process som en varulv går igenom när den förvandlas till sin vargform och vice versa. Det har också beskrivits som en sorts vanföreställning om att man är eller kan förvandlas till en varg eller ett annat djur. 
Ordet härstammar från grekiskans lykánthropos (λυκάνθρωπος) eller lykanthrōpi’a, som kommer från ordet lyka’nthrōpos 'vargmänniska', och som är en sammanslagning av orden λύκος, lýkos (’varg’) och άνθρωπος, ánthrōpos (’man’) eller a’nthrōpos 'människa'. 
Lykantropi var känt redan inom antikens medicin, men är inte vanligt nuförtiden. Fenomenet anses vara en orsak till den tro som finns på varulvar.
Ordet används ofta felaktigt för att beskriva en människas förvandling till djurform, en process som kallas teriantropi.